# بويرتو دي لا سيلفا
بلدية بويرتو دي لا سيلفا (بالإسبانية: Puerto de la Selva) هي بلدية تقع في مقاطعة جرندة التابعة لمنطقة كتالونيا شمال شرق إسبانيا.

## الديموغرافيا
بلغ عدد سكان بلدية بويرتو دي لا سيلفا 1.009 نسمة عام 2011 (وفقاً للمعهد الوطني الإسباني للإحصاء).
| 813 | 848 | 897 | 921 | 997 | 1.015 | 1.009 |

## أعلام
- سلفادور كوستا